# Alloplasta nigrofrons
Alloplasta nigrofrons är en stekelart som först beskrevs av Davis 1897.  Alloplasta nigrofrons ingår i släktet Alloplasta och familjen brokparasitsteklar. Inga underarter finns listade i Catalogue of Life.